# Mordella tarsalis
Mordella tarsalis es una especie de coleóptero de la familia Mordellidae.

## Distribución geográfica
Habita en el oeste de (Australia).